# Laguna Sábalos
A  Laguna Sábalos é um lago localizado na Guatemala. Localiza-se no departamento de Retalhuleu, Município de Champerico.